# Акция (фильм)
«Акция» — советский художественный фильм о подвиге советской военной диверсионной группы во время Великой Отечественной войны.

## Сюжет
1943 год. Группа советских разведчиков-диверсантов под командованием майора Егора Сёмина отправляется на важное задание. Им предстоит в тылу у немцев, на оккупированной фашистами Украине, добыть архив учебного центра, в котором курсанты Кёнигсбергской и Варшавской школ для диверсантов (из числа бывших солдат Красной Армии) проходят финальную подготовку.
Их главная цель — Валентин Кареев (Олег Стриженов) бывший капитан Русской императорской армии, подполковник Добровольческой армии и Вооружённых сил юга России, ветеран Первой Мировой и Гражданской войн, майор абвера, крайне подозрительный и осторожный инструктор учебного центра.
«Все мы здесь, ребятки, не первый год замужем, посему буду откровенен. Операция нас ждёт тяжелейшая», — предупреждает командир группы майор Сёмин.
Командиру разведгруппы приходится ради вербовки Кареева «подставить» под пытки своего боевого товарища Василия — настоящего инвалида Первой Мировой войны.
Группа выполняет задание, неся человеческие потери.

## В ролях
| Актёр                 | Роль                           |
| --------------------- | ------------------------------ |
| Борис Галкин          | Егор Сёмин                     |
| Георгий Юматов        | Василий Семёнович Певцов       |
| Олег Стриженов        | Валентин Николаевич Кареев     |
| Екатерина Васильева   | Мария Юрьевна Сергеева         |
| Александр Новиков     | Всеволод Игнатьевич Веселов    |
| Борис Никифоров       | генерал                        |
| Артём Каминский       | Альберт Михайлович Волков      |
| Виталий Яковлев       | Сергей Александров             |
| Александр Январёв     | Владимир Ванин, немецкий агент |
| Тадеуш Касьянов       | офицер СС                      |
| Виктор Корешков       | пойманный диверсант            |
| Афанасий Кочетков     |                                |
| Виктор Рождественский | Константин                     |

## Съёмочная группа
- Автор сценария: Анатолий Степанов
- Режиссёр: Владимир Шамшурин
- Оператор: Алексей Найдёнов
- Художник: Евгений Серганов
- Композитор: Виктор Бабушкин
- Звукорежиссёр: Нинель Калениченко
- Монтаж: Евгения Андреева

## Музыка в фильме
Музыкальное сопровождение фильма написано композитором и звукорежиссёром Виктором Бабушкиным.
В фильме звучит песня «Галицийские поля», основанная на реальных событиях — взятии русской армией австро-венгерской крепости Перемышль.